# Aspidogaster conchicola
Aspidogaster conchicola är en plattmaskart som beskrevs av Baer 1827. Aspidogaster conchicola ingår i släktet Aspidogaster och familjen Aspidogastridae. Inga underarter finns listade i Catalogue of Life.